# 刀削面

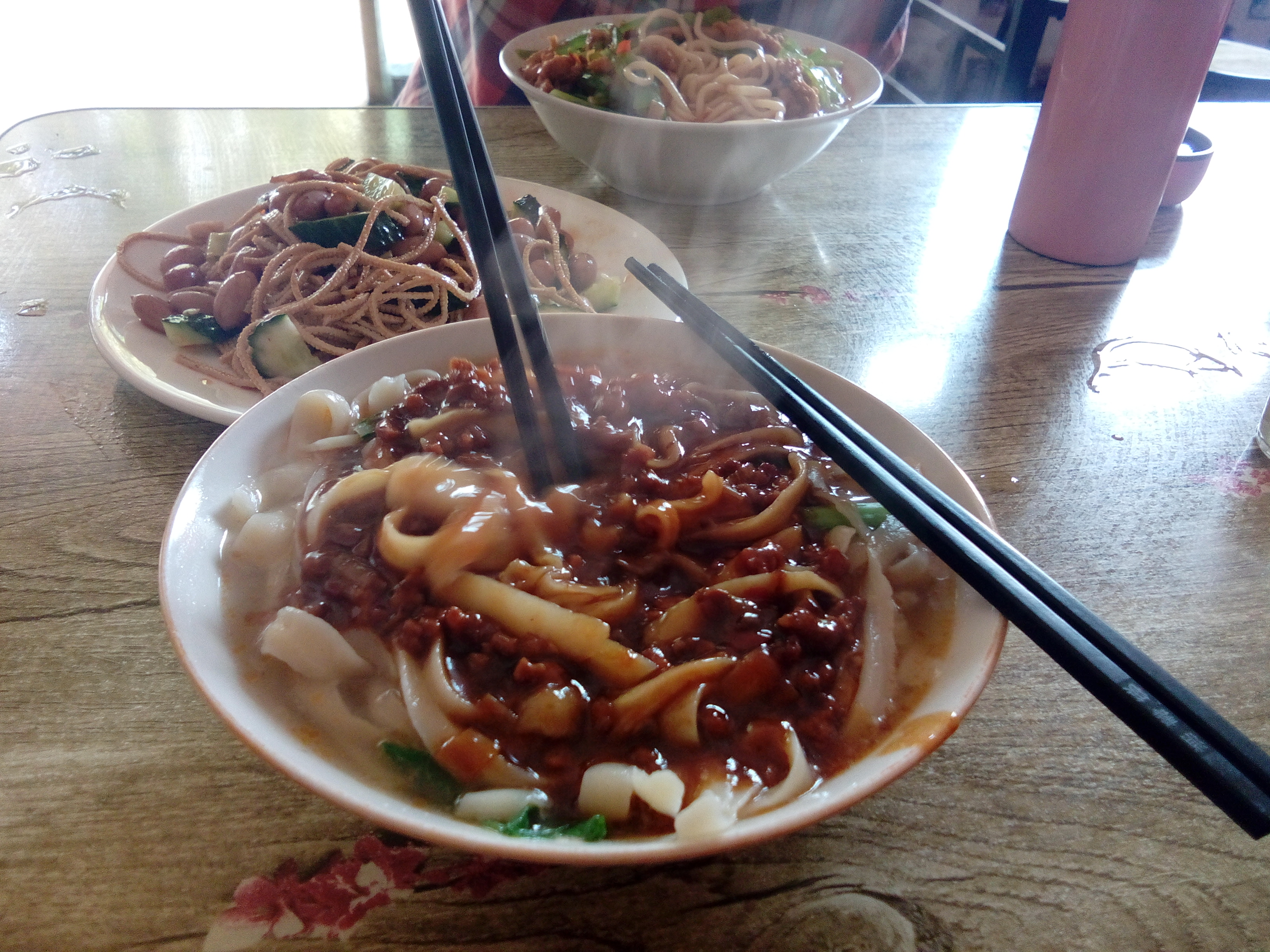
一碗炸酱刀削面

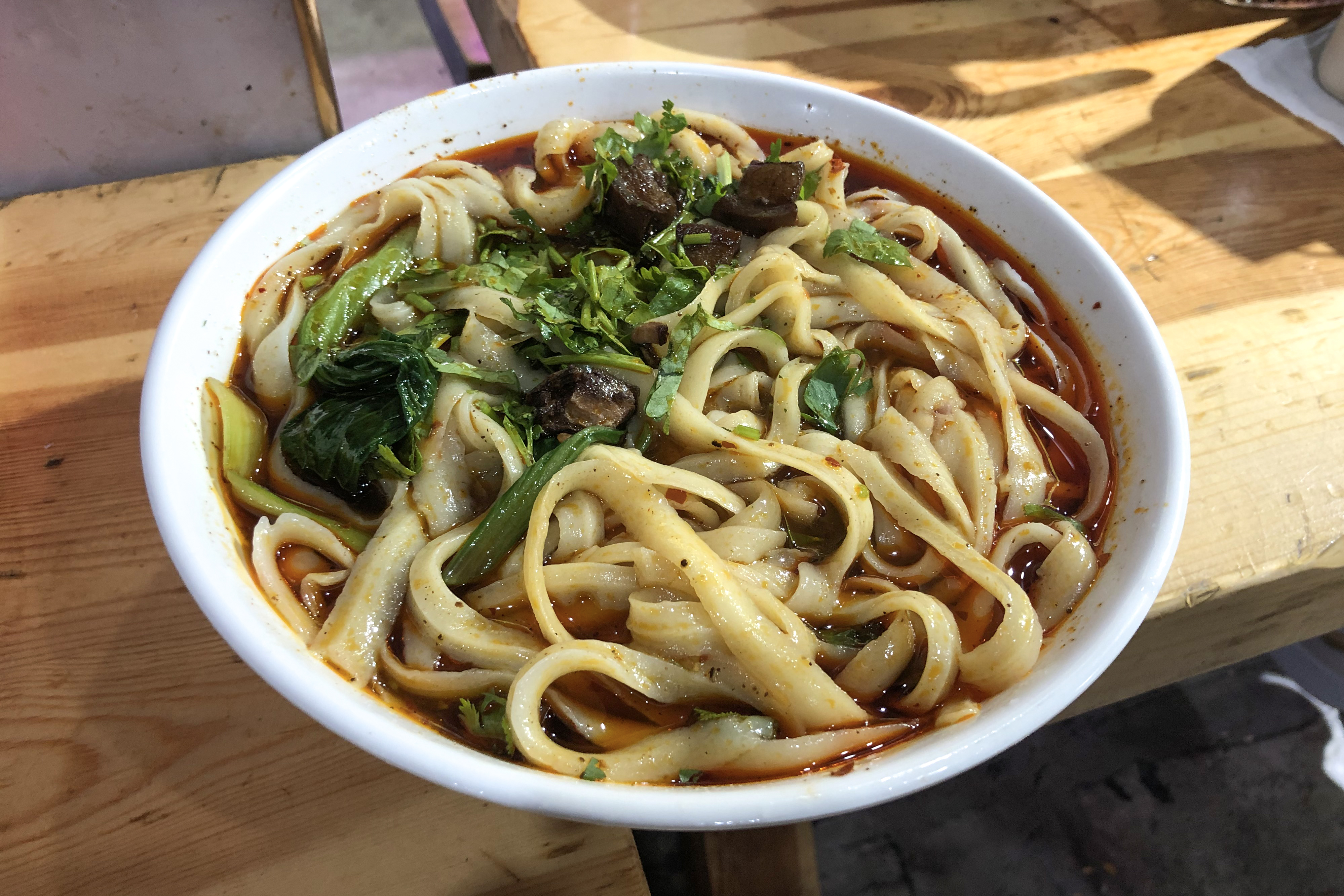
一碗带汤的刀削面

刀削麵属于晋菜，是晋语区，包含山西中部，北部地区百姓家常的主食，当地称作削面。将麵经过多次揉搓后整理成较长的麵团，之后用特制的刀具削麵。传统的削麵刀是两端翘起的宽金属片，像削铅笔一样地一条条直接削到面前盛满沸水的锅裡。这样削出的麵條两头尖中间宽，成柳叶状，截面为三角形。煮熟后捞出，一般经过冷水浸泡可以使面条更筋道。刀削面以山西大同刀削面最为著名。

## 做法
传统的削麵姿势一般为一只手托着麵团，另一只手用削麵刀削麵。近年来为增强视觉效果，兴起了由厨师头顶着麵团，两只手持削麵刀交替地将麵削入锅中的方法。
山西省中部一带，传统的吃面习惯是清水煮面，捞出后浇上炒製的菜，肉或滷等，拌起后食用。常見的滷有番茄鸡蛋滷，炸酱 (山西)，大炒肉等。
山西刀削面在省外多由晋南人经营，以汤面为主，常见的湯滷主要有番茄鸡蛋（番茄鸡蛋加入葱花炒製），小炖肉，酸菜肉丝等等。
刀削麵为了容易削，一般使用高筋面粉，比一般面条或麵片和得硬，口感有弹性，但不易消化。为了让更多的人容易掌握削麵技能，现在已有带滚轮的削麵刀問世。

## 刀具
- 传统专业削面刀
- 大同勾刀
- 新手削面刀（傻瓜刀）
- 削面机

## 参看
- 山西面食
- 剔羹
- 山西拉面
- 抿羹
- 大同刀削面

1. ↑  . 中国知网.
2. ↑  . 大同市人民政府-大同日报. 2025-2-11.